# Jigsaw (film)
Jigsaw är en amerikansk skräckfilm, i regi av Michael och Peter Spierig, med manus av Josh Stolberg och Pete Goldfinger. I rollerna återfinns Tobin Bell, Mandela Van Peebles, Laura Vandervoort, Brittany Allen, Callum Keith Rennie, Clé Bennett, Matt Passmore, Hannah Emily Anderson, Paul Braunstein, Josiah Black, Shaquan Lewis, Michael Boisvert, och James Gómez. Filmen är den åttonde i serien Saw och utspelar sig under en utredning av flera mord som passar Jigsaws modus operandi.

## Rollista
| Tobin Bell            | – John Kramer / Jigsaw |
| Mandela Van Peebles   | – Mitch                |
| Laura Vandervoort     | – Anna                 |
| Brittany Allen        | – Carly                |
| Clé Bennett           | – Agent Keith          |
| Callum Keith Rennie   | – Halloran             |
| Matt Passmore         |                        |
| Paul Braunstein       | – Ryan                 |
| Hannah Emily Anderson |                        |
| Josiah Black          |                        |
| Shaquan Lewis         |                        |
| Michael Boisvert      |                        |
| James Gomez           |                        |